# Eginhard und Emma (Busch)

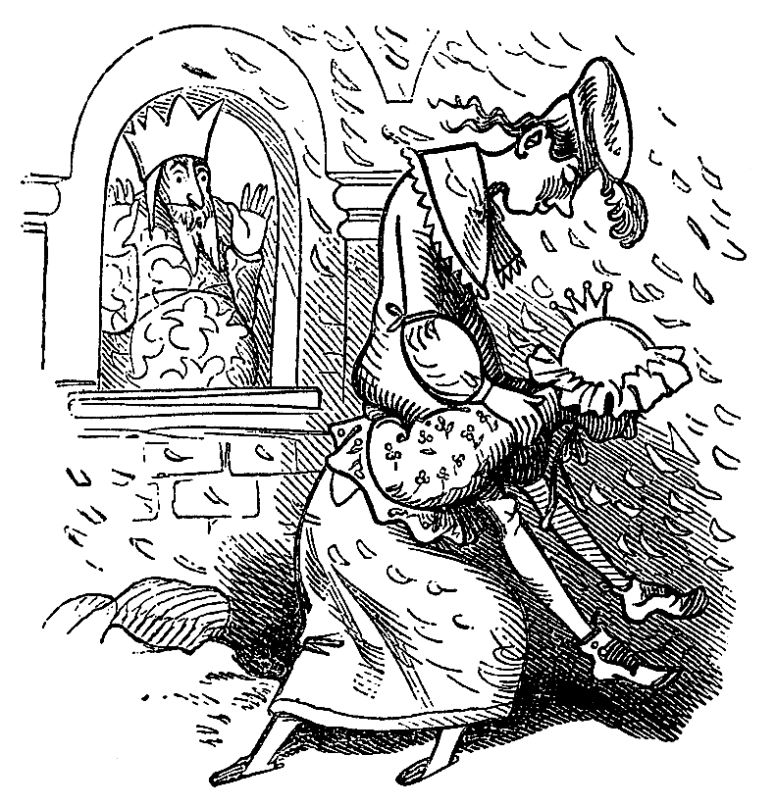
„Was sieht er da, vor Schreck erstarrt? Die Emma trägt den Eginhard.“ (Wilhelm Busch)

Eginhard und Emma ist eine 1864 in der Fastnachtsausgabe der Fliegenden Blätter erschienene Bildergeschichte des humoristischen Dichters und Zeichners Wilhelm Busch. Es handelt sich dabei um eine fiktive Familienepisode aus dem Leben Karls des Großen. Es ist im Werke Buschs eine der wenigen Bildergeschichten, die Bezug auf politische Ereignisse nehmen, und ironisiert den damaligen Ruf nach einem deutschen Reich auf den Fundamenten des Heiligen Römischen Reiches. Es macht sich aber genauso lustig über den preußischen Beamtenstaat und den höfischen Katholizismus.

## Inhalt
Die Bildergeschichte basiert auf der historischen Sage Eginhard und Emma, die im Chronicon laurishamense, der aus dem 12. Jahrhundert stammenden Chronik des Klosters Lorsch, überliefert ist und von dort in die Deutschen Sagen der Brüder Grimm aufgenommen wurde. Wilhelm Busch verzichtete jedoch darauf, seine Bildergeschichte im Mittelalter zu spielen zu lassen.
Kaiser Karl der Große lebt stattdessen in einem Ambiente, das der eigenen niederdeutsch-bäuerlichen Heimat Wilhelm Buschs entsprach. Karl der Große verfügt nur über ein spartanisches Bett, das in einem Alkoven steht. Ein Nachttopf steht bereit. Gekleidet ist der Kaiser in einen geblümten Hausmantel und an den Füßen trägt er Holzpantinen. Nachts liegen neben seinem Kopfkissen Reichsapfel und Zepter. Sein Kammerdiener, genannt der alte Friederich, erinnert an eine Karikatur von Friedrich dem Großen.
Seine Tochter Emma ist gekleidet in Nachthemd und Rüschenhaube. Ihr Geliebter, der zarte Eginhard, erinnert an den jungen Ludwig II., den schöngeistigen König Bayerns, der zum Erscheinungszeitpunkt der Geschichte gerade den bayerischen Thron bestiegen hatte.
Karl kann wegen seines Rheumas nicht schlafen. Er steht auf und übt auf einer Schultafel das ABC. Dann ruft er seinen Kammerdiener, um ihn zu frottieren. Als der erzählt, dass es draußen schneit, tritt Karl ans Fenster. Dort sieht er, wie Emma Eginhard über den Hof trägt. Wachen fangen die beiden ein und bringen sie zu Karl. Dieser bleibt zunächst stumm, erteilt aber schließlich den jungen Liebenden den väterlichen Segen.